# Grallipeza baracoa
Grallipeza baracoa är en tvåvingeart som först beskrevs av Cresson 1926.  Grallipeza baracoa ingår i släktet Grallipeza och familjen skridflugor. Inga underarter finns listade i Catalogue of Life.